# Rare Birds (Jonathan Wilson)
Rare Birds is het derde studioalbum van de Amerikaanse zanger, multi-instrumentalist, liedschrijver en platenproducer Jonathan Wilson. Zijn allereerste soloalbum Frankie Ray is nooit officieel uitgebracht. Daarom wordt dit album als zijn derde  album beschouwd en niet als zijn vierde.

## Muziek
Wilson heeft als platenproducer en sessiemuzikant veel samengewerkt met o.a. David Crosby, Graham Nash en Jackson Browne. Hij is sterk beïnvloed door hun ingetogen en melodieuze muziek. Hij heeft ook meegewerkt aan het nieuwste album van Roger Waters (ex-Pink Floyd) en was leider van de begeleidingsband van Waters tijdens zijn Us + Them tour, die liep van 21 mei 2017 tot 9 december 2018. Tussen de bedrijven door werkte hij aan Rare Birds en aan het album Passwords van de band Dawes.
Op dit album heeft Wilson o.a. psychedelische geluidseffecten, elektronische drums, vocoder en sampler verwerkt. Stevige passages worden afgewisseld met rustige, ingetogen stukken.

## Album
Jonathan Wilson heeft alle nummers van dit album geschreven. Het is opgenomen in zijn eigen studio: Fivestar Studio in Echopark, Los Angeles, Californië. In die studio werden o.a. albums geproduceerd van Father John Misty (de artiestennaam van Josh Tillman) en Roger Waters. Het album is door Wilson zelf geproduceerd, samen met Dave Cernirara, Adam Ayan (mastering), en Jeff Ramuno.
De plaat is uitgebracht op 2 maart 2018 op het Bella Union label van de voormalige Cocteau Twins multi-instrumentalist Simon Raymonde. De nummers Over the midnight en Trafalgar Square zijn op single verschenen.
Het openingsnummer Trafalgar Square doet denken aan Pink Floyd. Loving you heeft een heel eigen sfeer door de donkere zang van de Amerikaanse multi-instrumentalist Laraaji. De melodieuze en relaxte nummers op dit album (zoals Me, Living with myself en Sunset Blvd.) hebben verrassende wendingen. In het gevoelige slotnummer Mulholland queen begeleidt Jonathan Wilson zich vrijwel alleen op de piano.
De Amerikaanse site AllMusic waardeerde dit album met 3½ ster (maximaal vijf). De plaat kwam in de Britse UK Charts op #79.

## Tracklist
1. Trafalgar square – 6:25
2. Me – 4:49
3. Over the midnight – 8:15
4. There’s a light – 4:56
5. Sunset Blvd. – 4:44
6. Rare birds – 5:26
7. 49 hair flips 5:10
8. Miriam Montague – 4:41
9. Loving you – 8:31
10. Living with myself – 6:46
11. Hard to get over – 6:30
12. Hi-ho tot he righeteous – 6:09
13. Mulholland queen – 5:22

## Muzikanten
- Jonathan Wilson: zang, piano, elektrische piano, orgel, synthesizer, vibrafoon, 12-snarige gitaar, akoestische gitaar, elektrische gitaar, slidegitaar, basgitaar, banjo, citer, drumstel, percussie, celesta, vocoder, sampler, bongo’s, shaker, geluidseffecten, gong.
- Jake Blanton – basgitaar
- Derek Stein – cello
- Pete Jacobsen – cello
- Joey Waronker – drumstel, percussie
- Dan Bailey – elektronisch drumstel, drumstel
- Jeff Ramuno – piano, zang, mellotron, shaker, synthesizer
- John Kirby –piano, synthesizer, orgel
- Drew Erickson – orgel, mellotron, synthesizer
- Greg Leisz – pedaal steelgitaar, lap-steelgitaar
- Ziad Rabie – saxofoon, geluidseffecten
- Dan Horne – synthesizer
- Tom Lea – viool en altviool
- Josh Tillman – zang
- Krystle Warren – zang
- Holly Laessing – zang
- Jessica Wolfe – zang
- Omar Velasco – zang
- Lana Del Ray – zang, citer, sampler
- Laraaji – zang, citer, sampler